# Pfarrkirche Petronell-Carnuntum

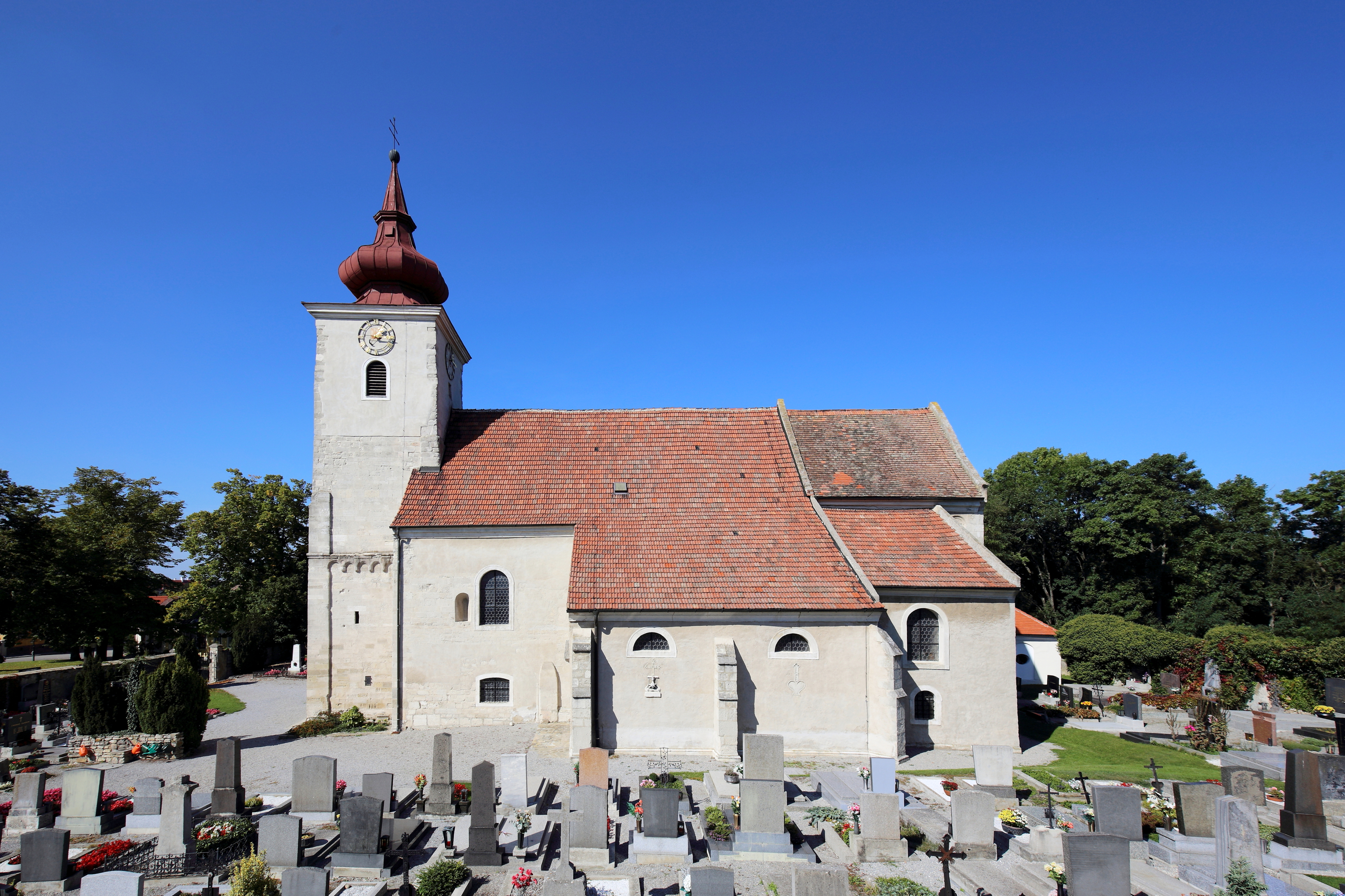
Katholische Pfarrkirche hl. Petronilla in Petronell-Carnuntum

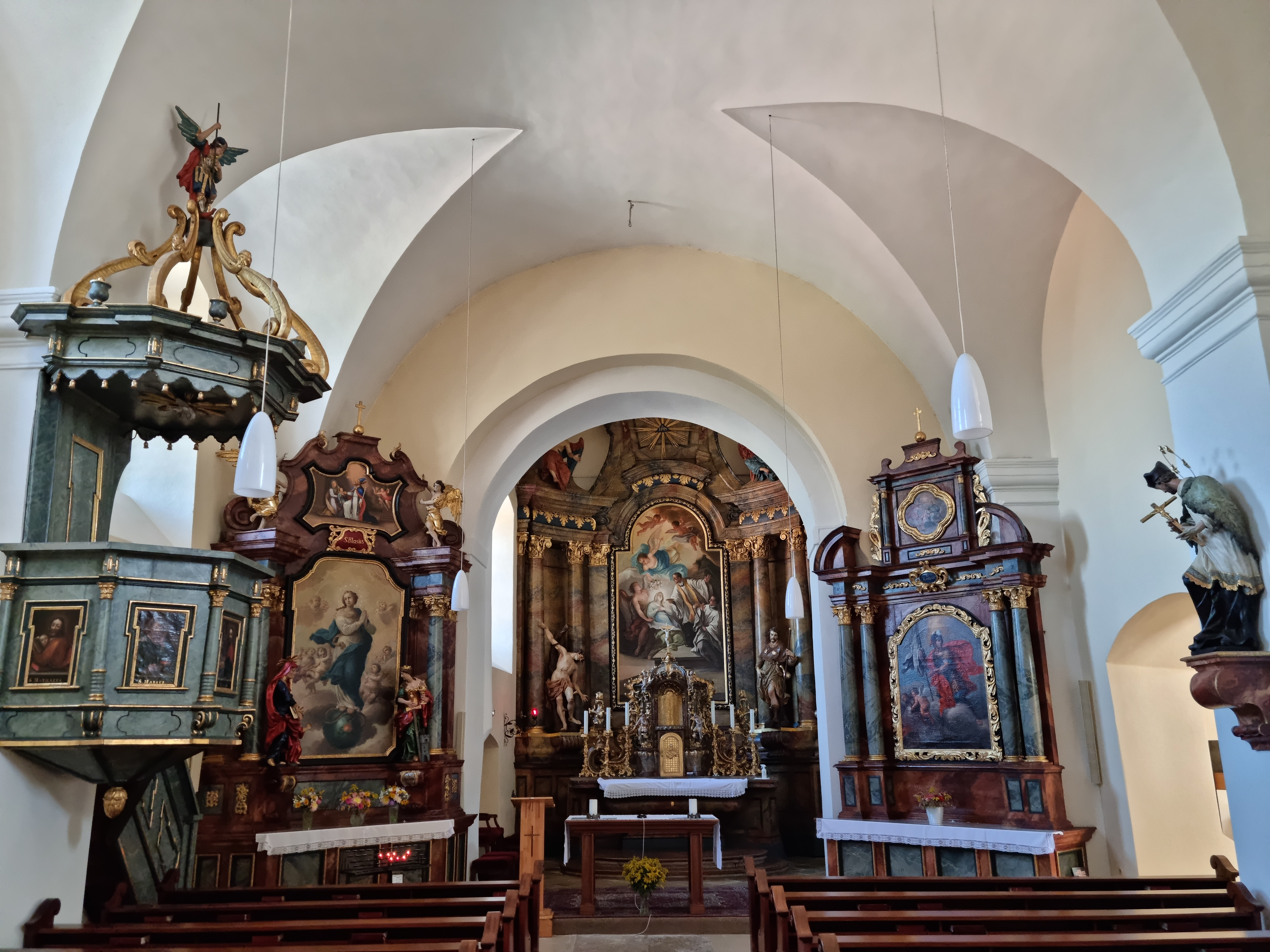
Innenraum mit Hochaltar, Seitenaltären und Kanzel vom Anfang des 18. Jh.

Die Pfarrkirche Petronell-Carnuntum steht im Nordosten des Ortes in der Marktgemeinde Petronell-Carnuntum im Bezirk Bruck an der Leitha in Niederösterreich. Die dem Patrozinium hl. Petronilla unterstellte römisch-katholische Pfarrkirche gehört zum Dekanat Hainburg im Vikariat Unter dem Wienerwald der Erzdiözese Wien. Die ehemalige Wehrkirche steht unter Denkmalschutz (Listeneintrag).

## Geschichte
Der Standort der ersten Pfarrkirche ist nicht geklärt. Kaiserin Agnes – gestorben 1077 und bestattet in der St. Petronill-Rotunde in Rom – stiftete Reliquien der hl. Petronilla. 1108/1121 als Eigenkirche der Vohburger genannt wurde sie Mutterkirche von Filialen. 1108 wurde dem Stift Göttweig der Zehent bestätigt und 1396 die Kirche inkorporiert. In der Mitte des 16. Jahrhunderts wurde die Pfarre der Herrschaft überlassen.
Die romanische Saalkirche mit Chor und Turm um 1210 erhielt im Ende des 14. Jahrhunderts eine angebaute gotische Seitenkapelle. 1683 entstanden im Türkenkrieg Schäden mit anschließender Renovierung und teilweiser Barockisierung. Das Langhaus wurde im Ende des 17. Jahrhunderts erhöht.

## Architektur
Das romanische Kirchengebäude wurde mit exakten Quadern unter Verwendung von römischen Spolien erbaut, die Fassaden sind mit Ecklisenen sowie Stäben gegliedert. Die Kirche ist von einer mittelalterlichen wehrhaften Friedhofsmauer umgeben.
Das Langhaus hat Rundbogenfenster und ein barockes Traufgesims, links an der Westfront befindet sich ein Hocheinstieg, nördlich und südlich sind die romanische Fenstergewände vermauert, in der Nordwand wurde ein Fragment eines romanischen Stufenportals freigelegt, an der Nordwestecke zeigt sich ein Gesimsstück der ehemaligen Traufhöhe, an der nordöstlichen Giebelmauer ist ein Rest eines romanisches profiliertes Bogenfrieses erhalten. Der Chor zeigt ein profiliertes romanisches mäanderförmiges Rundbogenfries und südöstlich einen Traufstein über Dreiviertelstab-Paaren auf mit dem profilierten Sockelgesims verkröpften Basen, teils mit palmettenreliefierten Würfel- und Kelchkapitellen um 1200 und Flachreliefs in den Bogenfeldern, die Fenster sind barock, eine an der Ostseite eingemauerte Reliefplatte aus dem 3. Jahrhundert zeigt vegetabile Motive mit Kranz, Weinranke und Kleeblatt. Der mächtige fünfgeschoßige Turm zeigt in den zwei unteren Geschoßen romanisches Quadermauerwerk und eine Gliederung mit Ecklisenen und Rundbogenfries und Schartenöffnungen, westlich im dritten Turmgeschoß ist ein weiter Rundbogen zur Empore vermauert, das barocke Schallgeschoß hat Rundbogenfenster und Turmuhren, er trägt einen Zwiebelhelm. Das westliche Rechteckportal ist aus dem Ende des 17. Jahrhunderts. Die südliche Seitenkapelle aus dem Ende des 14. Jahrhunderts mit gestuften Strebepfeilern trägt ein Pultdach, die Fenster sind barock, das westliche Portal und die kugelbekrönten Flachbogengiebel sind aus dem Ende des 17. Jahrhunderts, an die Seitenkapelle schließt die im Ende des 17. Jahrhunderts erbaute Sakristei mit einem Oratorium im Obergeschoß an.
Das Kircheninnere zeigt ein Langhaus mit romanischen Mauerwerk, ursprünglich mit Flachdecke, im Ende des 17. Jahrhunderts mit einem barocken Stichkappentonnengewölbe auf tiefen Wandpfeilern versehen, das Langhaus ist mit zwei Flachbogen zur Seitenkapelle geöffnet. Die dreiachsige konkav einschwingende platzlunterwölbte barocke Westempore steht auf abgefasten Pfeilern. Der schwere Triumphbogen hat plattenförmige Kämpfer. Das hohe Chorquadrat hat ein wuchtiges gefastes romanisches Bandrippengewölbe baldachinartig auf Vollsäulen in den Ecken mit topfförmigen Kapitellen und profilierten Deckplatten. Die zweijochige niedrige Seitenkapelle hat ein gotisches Kreuzrippengewölbe aus dem Ende des 14. Jahrhunderts auf fragmentierten Engelskopfkapitellen bzw. Anläufen und reliefierte Scheibenschlusssteine mit Pelikan und Lamm Gottes. Das Turmerdgeschoß hat ein tief herabgezogenes Kreuzgratgewölbe und einen Steinplattenboden.

## Ausstattung
Der Hochaltar als frühbarockes Säulenretabel aus 1717 zeigt das Altarblatt hl. Petronilla aus der ersten Hälfte des 18. Jahrhunderts flankiert von den Konsolstatuen der Heiligen Sebastian und Rochus aus der ersten Hälfte des 18. Jahrhunderts, am Gebälk sind adorierende Engelstatuetten, der Tabernakel aus der zweiten Hälfte des 18. Jahrhunderts zeigt sich in Rokokoformen.
Die Orgel baute Josef Loyp 1842 in einem klassizistischen Gehäuse.

## Grabdenkmäler
- An der Seitenkapelle barocke Grabstein mit 1756 und 1788.
- An der nordwestlichen Giebelmauer ein Kriegerdenkmal mit einem Relief Christus erscheint einem toten Soldaten um 1920.